# Diplecogaster bimaculata euxinica
Diplecogaster bimaculata euxinica is een ondersoort van de straalvinnige vissen uit de familie van de schildvissen (Gobiesocidae). De wetenschappelijke naam van de soort is voor het eerst geldig gepubliceerd in 1964 door Murgoci.